# Athysanus laevis
Athysanus laevis är en insektsart som beskrevs av Lethierry 1880 . Athysanus laevis ingår i släktet Athysanus och familjen dvärgstritar. Inga underarter finns listade i Catalogue of Life.